# La Voleuse au grand cœur
La Voleuse au grand cœur (Past Lies) est un téléfilm canadien réalisé par Terry Ingram et diffusé en 2008 à la télévision.

## Synopsis
Kim First (Nicole Eggert) mène une vie tranquille avec son fils et son mari jusqu'au jour où un agent du FBI (Colin Lawrence) se présente chez elle. Elle apprend que Lawrence Geller (Ty Olsson), son ex-époux, vient de sortir de prison et qu'il la surveille depuis une semaine. Pour ne pas voir son passé criminel révélé, Kim accepte la proposition du FBI et va participer au "coup du siècle" organisé par Lawrence : le vol d'un diamant exposé au musée où travaille son mari.

## Fiche technique
- Scénario : Peter Sullivan
- Durée : 96 min
- Pays :  Canada

## Distribution
- Nicole Eggert (VF : Véronique Alycia) : Kim First/Kathryn Geller
- Ty Olsson (VF : Lionel Tua) : Lawrence Geller
- Colin Lawrence (VF : Frantz Confiac) : Agent Goodwin
- Julia Anderson : Sarah
- Jennifer Copping : Diane
- Agam Darshi : Claudia
- Jase-Anthony Griffith : Harry
- Chelah Horsdal : Danielle
- Luis Javier : Carranza
- Gig Morton : Jacob First
- David Orth : Marcia
- Aaron Pearl : Kozlowski
- Ed Anders : Bank Security Guard
- Paul Bittante : Museum Guard
- Chris Shields : Mr. Martinez